# 杉浦範茂
杉浦 範茂（すぎうら はんも、男性、1931年9月17日 - ）は、日本のイラストレーター、デザイナー。児童文学の挿絵を多数担当する。

## 経歴
愛知県生まれ。1958年に東京芸術大学美術学部図案科卒業。製薬会社やデザイン事務所の職歴を経由した後、現在は画業のみに専念。
日本児童出版美術家連盟、東京イラストレーターズ・ソサエティなどに所属。
芸術選奨新人賞（1985年）、紫綬褒章受章。
現在、東京都世田谷区在住。

## 主な作品

### 挿絵のみ担当
- 「ルドルフとイッパイアッテナ」シリーズ（斉藤洋、講談社）
  - 『ルドルフとイッパイアッテナ』
  - 『ルドルフともだちひとりだち』
  - 『ルドルフといくねこくるねこ』
- 『赤い鳥 6年生』（赤い鳥の会、小峰書店）
- 『あしたは てんき』（小春久一郎、ひかりのくに）
- 『ありの子ギータ』（渡辺一枝、クレヨンハウス）
- 『坂をくだれば』（皿海達哉、PHP研究所）
- 『海をかっとばせ』（山下明生、偕成社）
- 『おさらのぞうさん』（森山京、小峰書店）
- 『おばあさんとこぶたのぶうぶう』（与田準一、チャイルド本社）
- 『かぜひきたまご』（舟崎克彦、講談社）
- 『キャプテンはつらいぜ』（後藤竜二、講談社）
- 『こぶとりたろう』（たかどのほうこ、童心社）
- 『サンタクロースってほんとにいるの?』（てるおかいつこ、福音館書店）
- 『少年と子だぬき』（佐々木たづ、ポプラ社）
- 『スプーンぼしとおっぱいぼし』（八板康麿、福音館書店） - 第1回日本絵本賞（1996年）
- 『ぞうのはな』（矢崎節夫、フレーベル館）
- 『そこがちょっとちがうんだ』（今江祥智、文研出版）
- 『ふうふうぽんぽんぽん』（水谷章三、童心社）
- 『ふるやのもり』（作者不明、フレーベル館） - 第28回小学館絵画賞（1979年）
- 『まつげの海のひこうせん』（山下明生、偕成社） - 絵本にっぽん賞大賞（1983年）、ボローニャ国際児童図書展/グラフィック賞（1984年）
- 『野口君の勉強べや』（皿海達哉、偕成社）
- 『まほうつかいのカリンさん』（竹下文子、フレーベル館）
- 『ママのたんじょう日』（伴弘子、草土文化）
- 『むしのうた』（三木卓、講談社）
- 『やくそく』（高田桂子、文研出版）
- 『くすのきじいさんのむかしむかし1 かみかくし』（高田桂子、文溪堂） - 第17回赤い鳥さし絵賞（2003年）
- 『夢ってなんだろう』（村瀬学、福音館書店） - バルセロナ世界子どもの本イラストレーション展/カタロニア賞次点（1988年）
- 『21世紀版 少年少女古典文学館10 徒然草』（嵐山光三郎、講談社）（2009年）

### その他
- 寺村輝夫作品については、寺村輝夫を参照。
- 『かばくんこっくりかっくり』（マイケル・グレイニエツ作・画、講談社） - 杉浦は翻訳を担当
- 日本万国博覧会 日本館アニメーション「ミセス21世紀」（デザイン構成、監督高橋克雄、音楽冨田勲、「21世紀の生活」として上映。2018年に髙橋克雄著作権事務所で復元された）